# Tito Andrônico

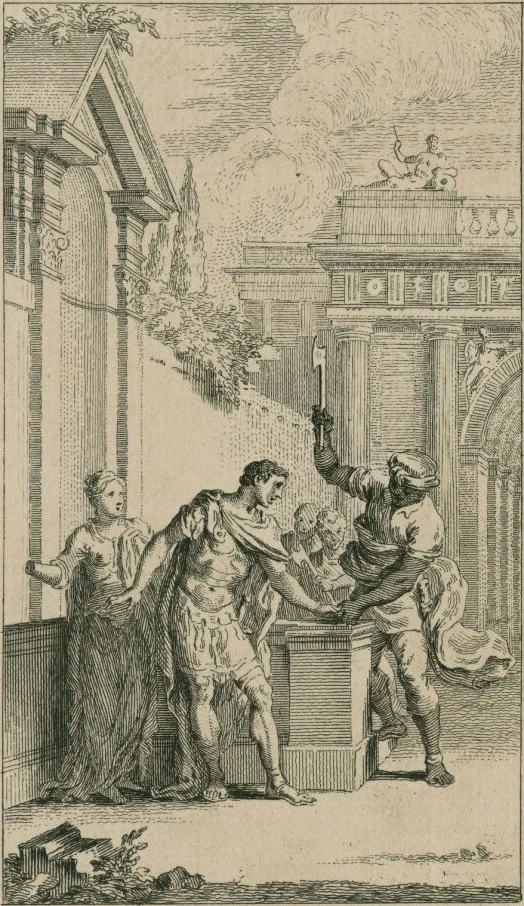
Ilustração do Ato III, cena II de Titus Andronicus. Autor: Hubert-François Gravelot (dessin) & Gerard Van der Gucht (sculpt.). 1740

Tito Andrônico (português brasileiro) ou Andrónico (português europeu) (em latim: Titus Andronicus) é uma tragédia de autoria de William Shakespeare e George Peele, considerada a mais sangrenta de todas, e que se acredita ter sido escrita entre 1584 e início dos anos 1590.
Na trama, Tito Andrônico, um poderoso general da Roma Antiga, volta triunfante da guerra contra os Godos. No entanto, se recusa a se tornar imperador e as sucessivas mortes decorrentes da disputa pelo trono desencadeiam uma onda de vingança sem fim. As cenas, por vezes chocantes, de decapitações e mutilações, além de um estupro e de uma cena de canibalismo involuntário, fazem desta uma das mais violentas peças shakespearianas. Essa crueldade exacerbada tem causado forte reação nas plateias ao redor do mundo, como ocorreu em uma das montagens mais famosas do texto - feita por Peter Brook em 1955 -, na qual uma ambulância ficava fora do teatro para socorrer os espectadores que passavam mal.